# Перджине Валсугана
Пѐрджине Валсуга̀на (на италиански: Pergine, на местен диалект: Pérzen, Пердзен) е град и община в Северна Италия, автономна провинция Тренто, автономен регион Трентино-Южен Тирол. Разположен е на 482 m надморска височина. Населението на общината е 21 148 души (към 2015 г.).